# Charlie Miller
Ne doit pas être confondu avec Charlie Miller (chercheur).
Pour les articles homonymes, voir Charles Miller et Miller.
Charles David Miller, dit Charlie Miller, né le 18 mars 1976 à Glasgow en Écosse, est un footballeur international écossais, qui évoluait au poste de milieu offensif. 
Il compte une sélection en équipe nationale en 2001.

## Biographie

### Carrière de joueur
Charlie Miller dispute 16 matchs en Ligue des champions, pour deux buts inscrits, et 6 matchs en Coupe de l'UEFA, pour un but inscrit.

### Carrière internationale
Charlie Miller compte une seule sélection avec l'équipe d'Écosse en 2001. 
Il joue son unique sélection lors d'un match amical contre la Pologne le 25 avril 2001 (1-1).

## Palmarès
- Avec le Rangers FC
  - Champion d'Écosse en 1994, 1995, 1996 et 1997
  - Vainqueur de la Coupe d'Écosse en 1996
  - Vainqueur de la Coupe de la Ligue en 1996

- Avec le SK Brann
  - Vainqueur de la Coupe de Norvège en 2004

### Distinctions personnelles
- Meilleur espoir du Championnat d'Écosse en 1995
- Membre de l'équipe type de l'A-League en 2009